# موريموريا
في الأساطير الفيجية، موريموريا (Murimuria) هو جزء من العالم السفلي. فبعد وفاة شخص ما، تُحاكم روحه من قبل ديجي. عدد قليل يرسل إلى الجنة بوروتو (Burotu)، ومعظم الآخرين يتم طرحهم في بحيرة، حيث سوف يغرقون في نهاية المطاف إلى القاع موريموريا على أن يُكافئوا أو يعاقبوا في الحياة الآخرة.